# Ясенська
Ясенська — станиця в Єйському районі Краснодарського краю. Центр Ясенського сільського поселення.
Розташована за 38 км південніше Єйська, на балці Гірка, за 4 км від узбережжя Ясенської затоки Азовського моря, за 6 км північно-західніше гирла річки Ясені.
Станиця Ясенська заснована у 1873, козаками-переселенцами зі станиць Катеринодарського і Темрюцького відділів області .
Населений пункт Ясенська Переправа лежить за 12 км південніше станиці, біля початку Ясенської коси.